# Motel Hell
Motel Hell (Motel del infierno en Hispanoamérica o Granja macabra en España)  es una película estadounidense del género del terror y comedia de 1980, dirigida por Kevin Connor y protagonizada por Rory Calhoun, Paul Linke, Nancy Parsons y Nina Axelrod.

## Sinopsis
Vincent Smith (Rory Calhoun), conocido en los alrededores como el granjero Vincent, debido al negocio de carne que lleva bajo dicho nombre, regenta también el Motel Hello (aunque la "o" final del cartel aparezca casualmente fundida). A todo ello le ayuda su rara hermana Ida (Nancy Parsons), ambos herederos del negocio de su abuela, que ahumaba toda clase de animales. El tercer hermano acabó siendo sheriff del condado (Paul Linke). La carne ahumada que vende Vincent es famosa por ser sabrosa y diferente a las demás, el secreto del éxito lo guardan ambos hermanos en un almacén oculto de la granja, su "jardín secreto".

## Elenco
- Rory Calhoun como Vincent Smith
- Paul Linke como Sheriff Bruce Smith
- Nancy Parsons como Ida Smith
- Nina Axelrod como Terry
- Wolfman Jack como Reverendo Billy
- Elaine Joyce como Edith Olson
- Dick Curtis como Guy Robaire
- Monique St. Pierre como Debbie
- Rosanne Katon como Suzi
- E. Hampton Beagle como Bob Anderson
- Everett Creach como Bo Tulinski
- Michael Melvin como Ivan
- John Ratzenberger como Baterista
- Marc Silver como Guitarrista